# Jaskinia Suliszowicka
Jaskinia Suliszowicka – jaskinia we wsi Suliszowice w województwie śląskim, w powiecie myszkowskim, w gminie Żarki. Znajduje się w lesie, w odległości około 100 m na północ od Strażnicy Suliszowice. Pod względem geograficznym jest to obszar Wyżyny Częstochowskiej wchodzący w skład Wyżyny Krakowsko-Częstochowskiej.

## Opis obiektu
Wapienna skałka z jaskinią znajduje się na łagodnym stoku przy południowym obrzeżu lasu na północ od niebieskiego szlaku turystycznego. Otwór jaskini znajduje się u południowej podstawy skałki o wysokości około 4 m. Ma szerokość 1,8 m i wysokość 1 m. Znajduje się za nim meandrujący korytarz o długości 10 m, wysokości do 2 m i szerokości  1,5–2,5 m. W jego stropie, w odległości około 3 m od otworu znajduje się owalny, ślepy komin o wysokości 4 m i średnicy 2 m. 3 m dalej jest drugi, również ślepy kominek o wysokości 2,5 m i regularnym, okrągłym otworze o średnicy 2 m. Na wysokości tego kominka opada w dół sztucznie odkopana szczelina łącząca się z równoległym do głównego korytarzykiem. Główny korytarz w tylnej części ostro skręca i opada pod kątem 20°. Ta część korytarza ma wysokość 1–2 m i taką samą szerokość. Końcowa jego część zwęża się przechodząc w niedostępną dla człowieka szczelinę.
Jaskinia powstała w późnojurajskim gruboziarnistym wapieniu na dwóch równoległych pęknięciach skały. Przekroje korytarzy świadczą, że została wymodelowana w strefie wadycznej, tylko jej wygładzone przez wodę kominy mają charakter kotłów wirowych. Namulisko głównego korytarza  w początkowej jego części jest próchniczne, dalej gliniaste. Namulisko tylnej części korytarza początkowo jest gliniaste, w końcowej części pokryte skalnym rumoszem. Na ścianie tylnej części tego korytarza znajdują się resztki wełnistego nacieku.
Przy otworze jaskini rozwijają się mchy. Tylko w pobliżu otworu jest widna, w głębi jest ciemna. Sporadycznie hibernują w niej nietoperze, a w kominach stale bytują pająki z rodzaju Meta.

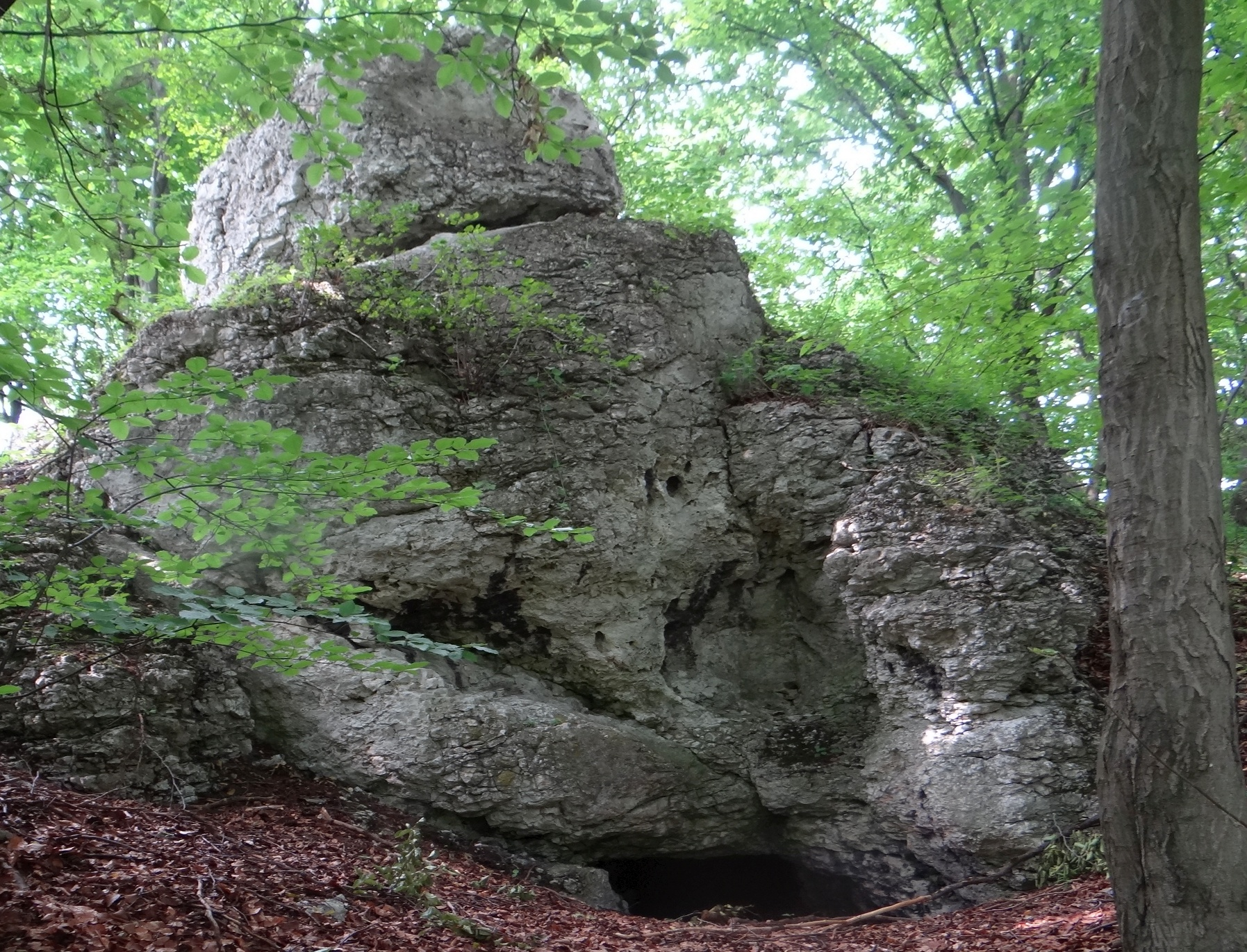
Skałka z otworem jaskini
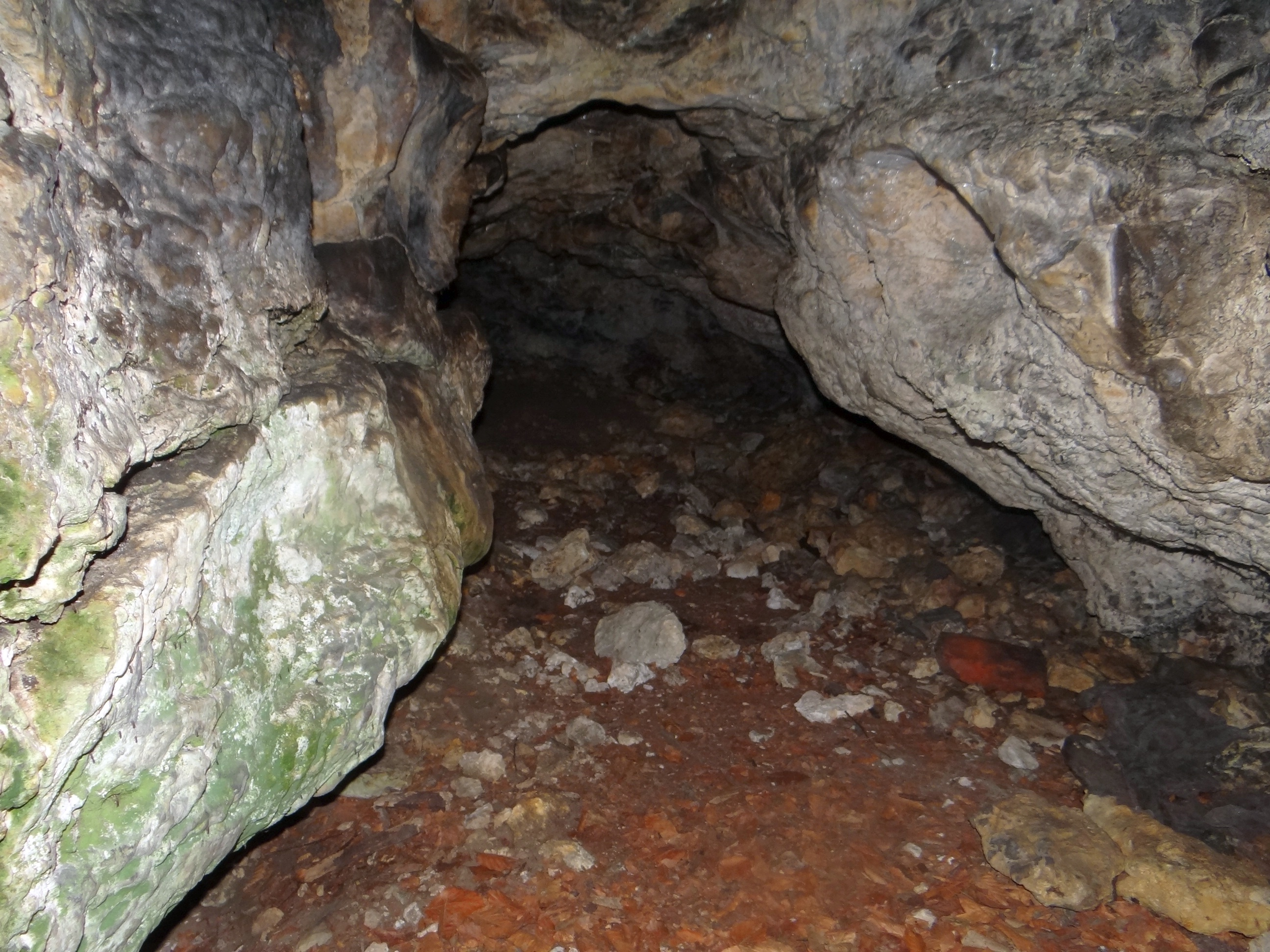
Początek tylnego korytarza
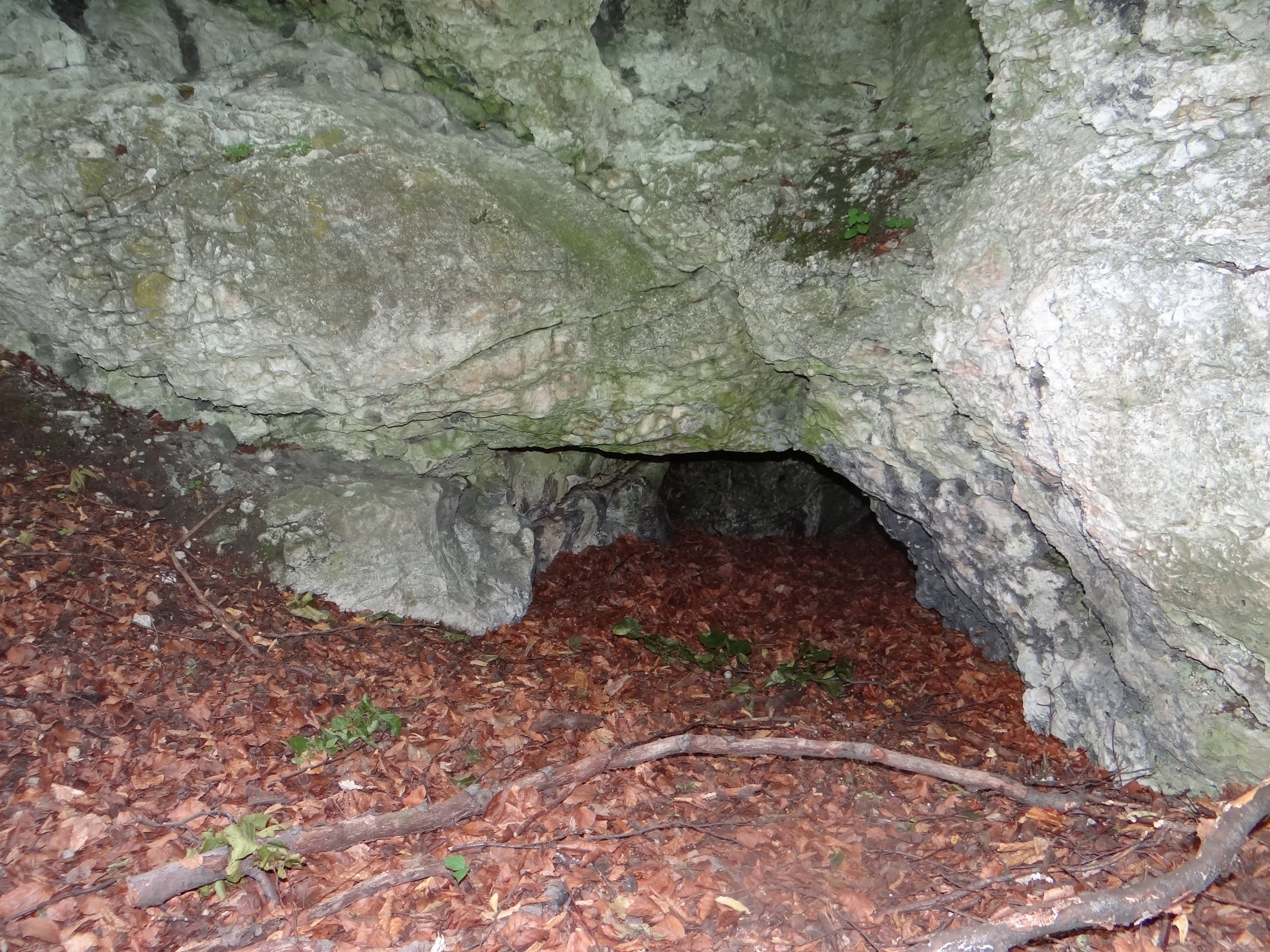
Wejście do szczeliny
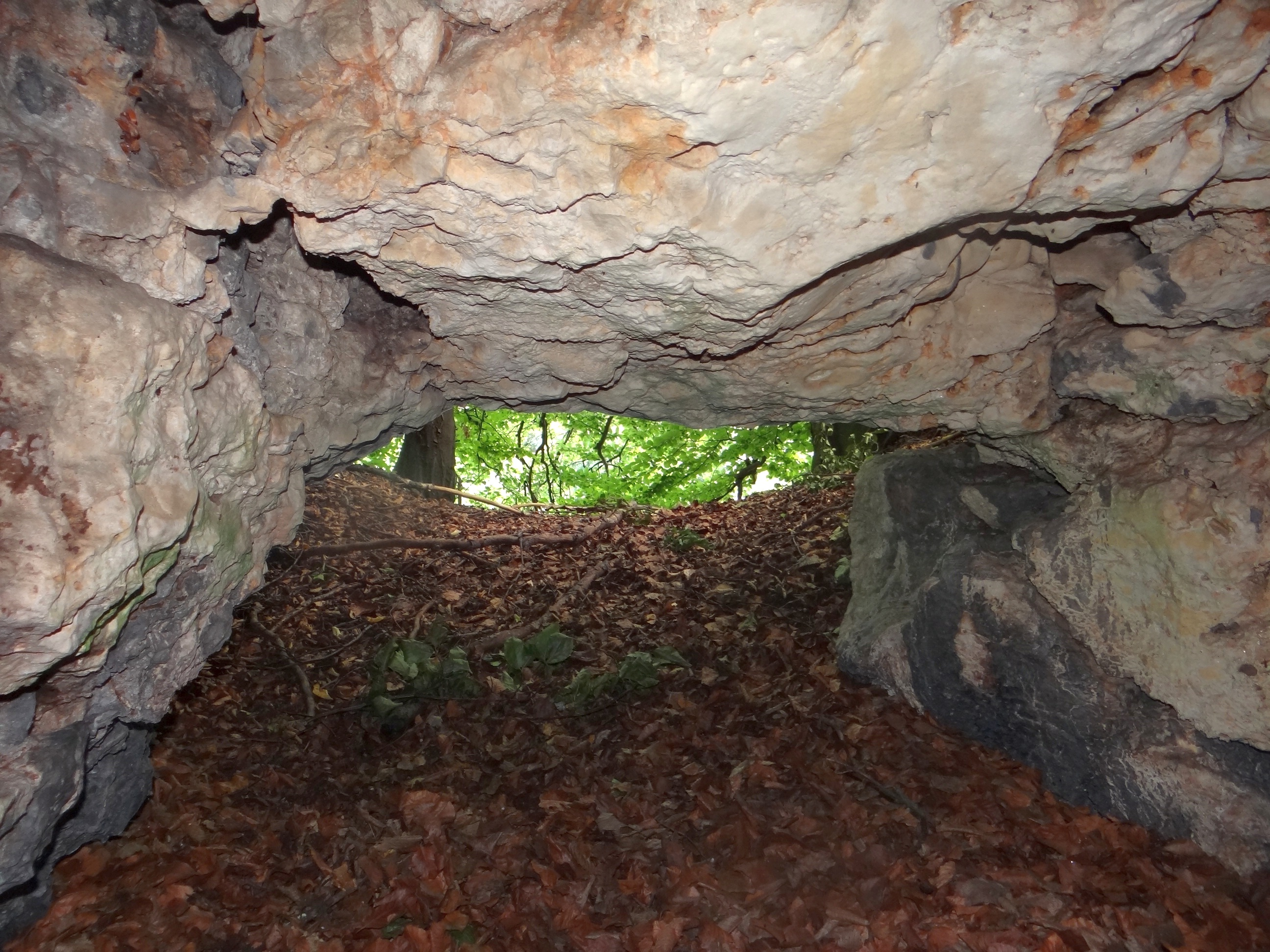
Widok z głównego korytarza

## Historia poznania i dokumentacji
Jaskinię po raz pierwszy opisał Z. Wójcik w 1959 r. On też opracował jej pierwszy plan. Dokumentację jaskini opracował w lutym 2001 r. M. Czepiel i inni.